# Distrikt Iganga
Iganga ist ein Distrikt (district) in Ost-Uganda mit 339.311 Einwohnern. Wie fast alle Distrikte von Uganda ist er nach seinem Hauptort benannt.

## Geographie
Iganga liegt in Zentral-Uganda, ungefähr 25 km nördlich des Viktoriasees gelegen. Der Distrikt liegt auf einer Durchschnittshöhe von 1.138 m über dem Meeresspiegel.

## Bevölkerung
Iganga liegt innerhalb des Busoga-Stammesgebiets mit der traditionellen Lusoga-Sprache. Lusoga ist eine mit Luganda sehr nah verwandte Sprache, die in der Hauptstadt und in den Medien weit verbreitet ist.

## Wirtschaft
Iganga ist ein ländlicher Distrikt und die Hauptstadt hat im Gegensatz zu Jinja im Westen keine besondere touristische Bedeutung. Der Großteil der Bevölkerung ist in der Landwirtschaft beschäftigt. Hauptsächlich werden Mais, Kartoffeln, Zuckerrohr, Kaffee, Tee und Sojabohnen angebaut. Mango- und Papayabäume wachsen im Distrikt. Auf den Märkten werden Ananas, Tomaten, süße und nicht süße („matooke“) Bananen und Pfeffer angeboten.